# Orthosiphon
Orthosiphon  é um gênero botânico da família Lamiaceae

## Espécies
Gênero constituido por 192 espécies:
| Orthosiphon adenocaulis     | Orthosiphon adornatus        | Orthosiphon adscendens     | Orthosiphon affinis         |
| Orthosiphon albiflorus      | Orthosiphon allenii          | Orthosiphon amabilis       | Orthosiphon ambiguus        |
| Orthosiphon angolensis      | Orthosiphon argenteus        | Orthosiphon aristatus      | Orthosiphon asperus         |
| Orthosiphon atacorensis     | Orthosiphon australis        | Orthosiphon bartsioides    | Orthosiphon biflorus        |
| Orthosiphon bigibber        | Orthosiphon bodinieri        | Orthosiphon bolusii        | Orthosiphon brachystemon    |
| Orthosiphon bracteatus      | Orthosiphon bracteosus       | Orthosiphon brevicaulis    | Orthosiphon breviflorus     |
| Orthosiphon buchananii      | Orthosiphon bulbosus         | Orthosiphon buryi          | Orthosiphon calaminthoides  |
| Orthosiphon cameroni        | Orthosiphon canescens        | Orthosiphon capitatus      | Orthosiphon chevalieri      |
| Orthosiphon cladotrichos    | Orthosiphon cleistocalyx     | Orthosiphon coloratus      | Orthosiphon comosum         |
| Orthosiphon comosus         | Orthosiphon cuanzae          | Orthosiphon debilis        | Orthosiphon decipiens       |
| Orthosiphon degasparisianum | Orthosiphon delavayi         | Orthosiphon depauperatum   | Orthosiphon diffusus        |
| Orthosiphon discolor        | Orthosiphon dissimilis       | Orthosiphon dissitifolius  | Orthosiphon ehrenbergii     |
| Orthosiphon ellenbeckii     | Orthosiphon elliottii        | Orthosiphon ellipticus     | Orthosiphon emirnensis      |
| Orthosiphon engleri         | Orthosiphon exilis           | Orthosiphon ferrugineus    | Orthosiphon foliosus        |
| Orthosiphon fruticosus      | Orthosiphon gerrardii        | Orthosiphon glabratus      | Orthosiphon glabrescens     |
| Orthosiphon glandulosus     | Orthosiphon glutinosus       | Orthosiphon gofensis       | Orthosiphon grandiflorum    |
| Orthosiphon grandiflorus    | Orthosiphon hanningtonii     | Orthosiphon helenae        | Orthosiphon heterochrous    |
| Orthosiphon heterophyllus   | Orthosiphon hildebrandtii    | Orthosiphon hispidus       | Orthosiphon hocki           |
| Orthosiphon holubii         | Orthosiphon homblei          | Orthosiphon humberti       | Orthosiphon humilis         |
| Orthosiphon incisus         | Orthosiphon inconcinnus      | Orthosiphon incurvus       | Orthosiphon inodorus        |
| Orthosiphon iodocalyx       | Orthosiphon johnstonii       | Orthosiphon kelleri        | Orthosiphon kirkii          |
| Orthosiphon labiatus        | Orthosiphon lanatus          | Orthosiphon lanceolatus    | Orthosiphon latidens        |
| Orthosiphon laurenti        | Orthosiphon liebrechtsiauum  | Orthosiphon linearis       | Orthosiphon longipes        |
| Orthosiphon macranthus      | Orthosiphon macrocheilus     | Orthosiphon macrophyllus   | Orthosiphon mairei          |
| Orthosiphon malosanus       | Orthosiphon marmoritis       | Orthosiphon marquesii      | Orthosiphon menthaefolius   |
| Orthosiphon merkeri         | Orthosiphon messinensis      | Orthosiphon minimiflorus   | Orthosiphon miserabilis     |
| Orthosiphon molle           | Orthosiphon mombasicus       | Orthosiphon mossianus      | Orthosiphon muddii          |
| Orthosiphon natalensis      | Orthosiphon neglectus        | Orthosiphon newtonii       | Orthosiphon nigripunctatus  |
| Orthosiphon nyasicus        | Orthosiphon obbiadensis      | Orthosiphon oblongifolius  | Orthosiphon obscurus        |
| Orthosiphon ornatus         | Orthosiphon pallidus         | Orthosiphon parishii       | Orthosiphon parvifolius     |
| Orthosiphon parishii        | Orthosiphon parvifolius      | Orthosiphon pascuensis     | Orthosiphon persimilis      |
| Orthosiphon petiolaris      | Orthosiphon petrensis        | Orthosiphon physocalycinus | Orthosiphon pretoriae       |
| Orthosiphon pseudornatus    | Orthosiphon pseudorubicundus | Orthosiphon pseudoserratus | Orthosiphon rabaiensis      |
| Orthosiphon reflexus        | Orthosiphon rehmaunii        | Orthosiphon retinervis     | Orthosiphon rhodesianus     |
| Orthosiphon robustus        | Orthosiphon rogersii         | Orthosiphon roseus         | Orthosiphon rotundifolius   |
| Orthosiphon ruber           | Orthosiphon rubicundus       | Orthosiphon rufinervis     | Orthosiphon salagensis      |
| Orthosiphon sarmentosus     | Orthosiphon scabridus        | Orthosiphon scapiger       | Orthosiphon scedastophyllus |
| Orthosiphon schimperi       | Orthosiphon schinzianus      | Orthosiphon secundiflorus  | Orthosiphon serratum        |
| Orthosiphon shirensis       | Orthosiphon silvicola        | Orthosiphon sinensis       | Orthosiphon somalensis      |
| Orthosiphon spicatus        | Orthosiphon spiralis         | Orthosiphon stamineus      | Orthosiphon stenophyllus    |
| Orthosiphon stuhlmannii     | Orthosiphon subvelutinus     | Orthosiphon suffrutescens  | Orthosiphon tagawai         |
| Orthosiphon tenuiflorus     | Orthosiphon tenuifrons       | Orthosiphon teucriifolius  | Orthosiphon thorncroftii    |
| Orthosiphon thymiflorus     | Orthosiphon tomentosus       | Orthosiphon transvaalensis | Orthosiphon tristis         |
| Orthosiphon truncatus       | Orthosiphon tuberosus        | Orthosiphon tubiformis     | Orthosiphon tubulascens     |
| Orthosiphon unyikensis      | Orthosiphon usambarensis     | Orthosiphon varians        | Orthosiphon velterii        |
| Orthosiphon vernalis        | Orthosiphon verticillatus    | Orthosiphon viatorum       | Orthosiphon villosus        |
| Orthosiphon violaceus       | Orthosiphon virgatus         | Orthosiphon viscosus       | Orthosiphon wakefieldii     |
| Orthosiphon wattii          | Orthosiphon welwitschii      | Orthosiphon wilmsii        | Orthosiphon woodii          |
| Orthosiphon wulfenioides    | Orthosiphon xylorrhizus      |                            |                             |

## Nome e referências
Orthosiphon Bentham, 1830